# Christian Kortholt
Christian Kortholt (1633-1694) est un théologien protestant du XVIIe siècle.

## Biographie
Né à Burg dans le duché de Holstein (île de Fehmarn), Christian Kortholt enseigne à l'université de Kiel, nouvellement fondée (1664), et contribue beaucoup à la prospérité de cet établissement. 
Il laisse un grand nombre d'ouvrages de controverse, entre autres le De tribus impostoribus magnis (Herbert, Hobbes, Spinoza), 1680. 
Il est le père de Sebastian Kortholt (1675-1760), professeur de poésie et bibliothécaire à Kiel, et le grand-père de Christian Kortholt (1709-1751) qui enseigne la philosophie à Leipzig et la théologie à Göttingen.

## Œuvre
- Disp. ethica de veracitate et taciturnitate, 1651
- Disp. de natura philosophiae, eiusque in theologia usu, 1652; Progumnasma academicum de supposito et persona, 1653
- Disp. de circulo papistico, 1658; Disp. de revelationis divinae modis, ad Hebr.
- Creutz- und Gedult-Spiegel : Den Zustand derer umb der wahren Religion willen bedrengten Christen... fürstellend, 1674 (Neuausgabe 1693)
- Theophili Sinceri Wolgemeinter Vorschlag/ Wie etwa die Sache anzugreiffen stünde/ da man dem in denen Evangelischen Kirchen bißher eingerissenem ärgerlichem Leben und Wandel... abzuhelffen mit Ernst resolviren wolte, 1676
- Vorbereitung zur Ewigkeit/ Oder/ Gründliche Anweisung/ Wie ein Mensch recht glauben/ Christlich leben/ und seelig sterben solle, 1679
- Theologische Zu Befoderung der Gottseeligkeit angesehene Tractätlein, 1679; 1684
- In Iustinum Martyrem, Athenagoram, Theophilum Antiochenum, Tatianum Assyrium, Commentarius, 1686
- De Persecutionibus Ecclesiae Primaevae Sub Imperatoribus Ethnicis, Liber, 1688
- De Atheismo, Veteribus Christianis, ob Templorum inprimis aversationem, obiecto, inque eosdem a nostris retorto, Exercitatio, 1689
- Christliche Erinnerung von dem Bann Unbekandter Sünder, 1690
- De Schismate Superiori Seculo Protestantes Inter Et Pontificios Enato Dissertatio Historico-Theologica, 1690
- De Necessitate Consecrationis Nuptialis Exercitatio Academica, 1690
- Theses Theologicae De Omnibus Christianae Doctrinae Capitibus, 1692
- Pastor Fidelis, sive, De Officio Ministrorum Ecclesiae Opusculum, 1696

## Sources
- Marie-Nicolas Bouillet  et Alexis Chassang (dir.), « Christian Kortholt » dans Dictionnaire universel d’histoire et de géographie, 1878 (lire sur Wikisource)